# Orfeo Radaelli
Orfeo Radaelli (Bergamo, 18 gennaio 1901 – ...) è stato un calciatore italiano, di ruolo portiere.

## Carriera
Cresciuto nell'A.L.P.E. Bergamo, passa all'Atalanta con la quale debutta in prima squadra.
Tutto il resto della sua carriera si svolge con i colori neroazzurri. Le presenze accertate sono solo 14, anche se si presume possano essere di più, a causa della carenza di archivi storici.